# Regiunea Ternopil
Ternopil (în ucraineană Тернопільська область, transliterat: Ternopilska oblast) este o regiune din Ucraina. Capitala sa este orașul Ternopil.

## Demografie
Componența lingvistică a regiunii Ternopil
     Ucraineană (98,34%)
     Rusă (1,19%)
     Alte limbi (0,09%)
Conform recensământului din 2001, majoritatea populației regiunii Ternopil era vorbitoare de ucraineană (98,34%), existând în minoritate și vorbitori de rusă (1,19%).